# Piermario Morosini
Pour les articles homonymes, voir Morosini.
Piermario Morosini était un footballeur italien né le 5 juillet 1986 à Bergame mort le 14 avril 2012 à Pescara. Il évoluait au poste de milieu de terrain à l'AS Livourne Calcio en prêt de l'Udinese Calcio.
Le 14 avril 2012, il est victime d'un malaise cardiaque lors de la 35e journée de Serie B contre Pescara. Il meurt avant d'arriver à l'hôpital des suites de ce malaise.

## Biographie

### Carrière en club
Orphelin dès l'âge de 17 ans, il perdit sa famille à la suite des décès de ses parents et du suicide de son frère. Morosini joue dans les équipes de jeunes de l'Atalanta Bergame, sa ville natale, mais ne joue aucun match avec l'équipe première. Il est alors repéré par l'Udinese qui lui fait signer son premier contrat professionnel en 2005 à 18 ans. Le 23 octobre 2005, il dispute son premier match avec les Bianconeri face à l'Inter Milan mais joue peu durant les deux saisons qu'il dispute avec les Frioulans (5 matches).
Il est alors prêté à Bologne au début de la saison 2006-2007 afin d'acquérir un peu plus d'expérience. Il y joue 16 matches.
Lors de l'été 2007, il s'engage avec Vicence qui évolue en Série B. De 2007 à 2009, il dispute 66 rencontres. Prêté successivement à la Reggina Calcio (durant la saison 2009-2010), à Padoue puis de nouveau à Vicence il rejoint l'ambitieux club de Livourne en janvier 2012. Avec cette équipe, il a du mal à jouer les premiers rôles en Série B, son club se situant à la seizième place en avril 2012.
Il meurt le 14 avril 2012 des suites d'une crise cardiaque qui l'atteint en plein match.

### Carrière en équipe nationale
Alors qu'il évolue dans les rangs des jeunes de l'Atalanta, Morosini est appelé en septembre 2001 en équipe d'Italie des moins de 17 ans à l'âge de 15 ans seulement. En septembre 2006, il fait ses débuts avec les Espoirs avant d'être sollicité pour faire partie du groupe italien au Championnat d'Europe avec cette génération. Il vit du banc l'excellent parcours de son équipe, qui termine demi-finaliste de la compétition.

## Statistiques
| Saison                | Club                  | Championnat           | Championnat | Championnat | Coupe(s) nationale(s) | Coupe(s) nationale(s) | Compétition(s) continentale(s) | Compétition(s) continentale(s) | Compétition(s) continentale(s) | Total | Total |
| Saison                | Club                  | Division              | M.          | B.          | M.                    | B.                    | Comp.                          | M.                             | B.                             | M.    | B.    |
| 2005 – 2006           | Udinese Calcio        | Serie A               | 5           | 0           | 2                     | 0                     | C3                             | 1                              | 0                              | 8     | 0     |
| 2006 – 2007           | Udinese Calcio        | Serie A               | 0           | 0           | 1                     | 0                     | -                              | -                              | -                              | 1     | 0     |
| jan. 2007 – 2007      | Bologne FC (prêt)     | Serie B               | 16          | 0           | 0                     | 0                     | -                              | -                              | -                              | 16    | 0     |
| 2007 – 2008           | Vicence Calcio (prêt) | Serie B               | 34          | 1           | 0                     | 0                     | -                              | -                              | -                              | 34    | 1     |
| 2008 – 2009           | Vicence Calcio (prêt) | Serie B               | 32          | 0           | 1                     | 0                     | -                              | -                              | -                              | 33    | 0     |
| 2009 – jan. 2010      | Reggina Calcio (prêt) | Serie B               | 17          | 0           | 0                     | 0                     | -                              | -                              | -                              | 17    | 0     |
| jan. 2010 – 2010      | Calcio Padoue (prêt)  | Serie B               | 13          | 0           | 1                     | 0                     | -                              | -                              | -                              | 14    | 0     |
| 2010 – jan. 2011      | Udinese Calcio        | Serie A               | 0           | 0           | 2                     | 0                     | -                              | -                              | -                              | 2     | 0     |
| jan. 2011 – 2011      | Vicence Calcio (prêt) | Serie B               | 15          | 0           | 0                     | 0                     | -                              | -                              | -                              | 15    | 0     |
| 2011 – jan. 2012      | Udinese Calcio        | Serie A               | 0           | 0           | 0                     | 0                     | C3                             | 0                              | 0                              | 0     | 0     |
| jan. 2012 – avr. 2012 | AS Livourne (prêt)    | Serie B               | 9           | 0           | 0                     | 0                     | -                              | -                              | -                              | 9     | 0     |
| Total sur la carrière | Total sur la carrière | Total sur la carrière | 141         | 1           | 7                     | 0                     | -                              | 1                              | 0                              | 149   | 1     |